# Народна библиотека Осечина
Народна библиотека Осечина једина је установа културе на територији општине Осечина. 

## Историјат
Сматра се да је народна књижница и читаоница у Осечини основана 1926. године, а обновљена 1933. године. Тада је имала 233 књиге, позоришну и тамбурашку секцију.
После Другог светског рата Библиотека је обновила рад. Некад је радила самостално, а некад у саставу других установа културе, као што су: Народни универзитет, КОЦ Петар Враголић, Дом културе. Народна библиотека у Осечини је под тим називом почела са радом 23. 03. 1995. године. Право и дужност оснивача Библиотеке врши Скупштина Општине Осечина на основу одлуке о оснивању Народне библиотеке у Осечини бр. 060-112-95 од 23. 3. 1995. године и Одлуке о измени одлуке о Оснивању Народне библиотеке у Осечини бр. 060-452-04 од 22. 12. 2004. године.

## Библиотека данас
Народна библиотека Осечина, данас, је савремена, динамична и умрежена институција, како по грађи коју прикупља, начину на који је чува, обрађује и даје на коришћење, тако и по савременим алатима које користи за промоцију и комуникацију са корисницима фондова.
То је установа која обавља делатности којима се обезбеђује задовољење потреба грађана, као и остваривање других Законом утврђених интереса. Припада колубарском округу, а матична библиотека налази се у Ваљеву.

## Делатности Библиотеке
- Библиотечко - информациона делатност
- Издавачка делатност
- Прикативање кинематографских дела
- Графичке услуге
- Услуге умножавања и израда фото и других копија
- Заштита културних добара

Библиотечко-информациона делатност Народне библиотеке остварује се у одељењу у Осечини и издвојеном одељењу у Пецкој. У Осечини се врши набавка, инвентарисање, каталогизација, обрада књижног фонда, формирање базе података и издавање књига на коришћење. Одељење у Пецкој је позајмно одељење, где се обавља само издавање књига. Библиотека, по инвентару, поседује фонд око 47.000. Поред библиотечко - информационе делатности, библиотека обавља и све друге активности из домена центара за културу, биоскопа, галерије. Организатор је свих културних програма и манифестација.

## Одељења
- Позајмно одељење за одрасле
- Дечје одељење
- Научно одељење
- Завичајно одељење
- Легат професора Аце Миленовића
- Издвојено одељење у Пецкој